# Moulin des Arnoux de Montfuron
Le moulin des Arnoux est un ancien moulin à vent en ruine situé au lieu-dit Les Arnoux, sur la RD 956 sur la commune de Montfuron en France département des Alpes-de-Haute-Provence.

## Histoire
Il s'agirait d'un ancien moulin à gypse pour fabriquer du plâtre.